# Saint-Symphorien-de-Marmagne
Saint-Symphorien-de-Marmagne este o comună în departamentul Saône-et-Loire, Franța. În 2009 avea o populație de 852 de locuitori.

## Evoluția populației
| An        | 1975 | 1982 | 1990 | 1999 | 2006 | 2009 |
| --------- | ---- | ---- | ---- | ---- | ---- | ---- |
| Populație | 732  | 875  | 774  | 808  | 877  | 852  |